# Айрленд, Джон
Джон А́йрленд (англ. John Ireland; 1 января 1827, Миллерстоун, Кентукки — 15 марта 1896) — 18-й губернатор штата Техас, член демократической партии. При нём был основан Техасский университет в Остине и начато строительство капитолия штата Техас. Айрленду приписывают выбор местного розового гранита для строительства капитолия.

## Биография
Джон Айрленд родился 1 января 1827 года в округе Харт, штат Кентукки, в семье ирландских иммигрантов Патрика и Рэйчел (в девичестве Ньютон) Айрленд. В 18 лет, несмотря на отсутствие хорошего образования, он был назначен заместителем шерифа округа. В дальнейшем он продолжал изучать право и был принят в коллегию адвокатов.
В 1852 году Айрленд переехал в Техас, где поселился в Сегине и занялся юридической практикой. Два года спустя он женился на Матильде Уикс Фэйрклос, которая умерла в 1856 году, а в 1857 году Айрленд женился на Анне Марии Пенн. У них было трое детей.
В 1858 году Айрленд был избран мэром Сегина. Он был ярым сепаратистом и в 1861 году стал делегатом съезда по отделению Техаса. Айрленд добровольцем присоединился к армии конфедератов и вскоре был произведён в полковники. Во время гражданской войны он служил на границе Техаса, патрулируя вдоль реки Рио-Гранде и северной части побережья Мексиканского залива.
После войны Айрленд принял участие в реконструкционном конвенте 1866 года и вскоре был избран судьёй округа Сегин. В следующем году, когда власть захватили радикальные республиканцы, он был отстранён от занимаемой должности.
Айрленд вернулся в политику в 1872 году, когда он был избран в Палату представителей Техаса и стал председателем исполнительного комитета Демократической партии. В 1875 году он был членом Верховного суда Техаса. В том же году он был делегатом Конституционного конвента штата. По новой конституции число членов Верховного суда было сокращено, и Айрленд потерял свою должность.
В конце 1875 года Айрленд решил баллотироваться в Сенат США. Его основным конкурентом был действующий губернатор Техаса Ричард Кок. Сторонники Кока обвиняли Айрленда в том, что он является членом партии «незнаек» («Know Nothing») и выступал против ратификации новой конституции. В итоге Айрленд проиграл выборы.
Во время работы в Палате представителей Айрленд поддержал законопроект о создании Техасского университета в Остине. Он также был сторонником низких налогов и выступал за контроль над железными дорогами. В 1882 году губернатор Оран Робертс отказался баллотироваться на очередной срок и Айрленд стал кандидатом от Демократической партии. Его основным конкурентом был Дж. «Уолш» Джонс из партии гринбекеров. На выборах Айрленд победил Джонса с преимуществом в 48 000 голосов. Одним из своих первых действий на посту губернатора он внёс поправку в конституцию штата о налоге на стоимость. Он также изменил политику продажи государственных земель, результатом которой стало огораживание фермерских и государственных земель колючей проволокой во избежание выпаса скота без разрешения. Многие фермерские хозяйства были отрезаны от воды. Во время большой засухи 1882 года люди стали резать колючую проволоку, что привело к столкновениям между землевладельцами и скотоводами и положило начало войне резки заборов. В 1884 году был принят закон, разрешавший техасским рейнджерам вмешиваться в такие конфликты. Благодаря этому закону многие конфликты были подавлены.
Во время пребывания Айрленда в должности губернатора началось строительство нового капитолия штата Техас. По его настоянию, здание было построено из розового техасского гранита вместо импортного индианского известняка.
После окончания второго губернаторского срока Айрленд вновь неудачно баллотировался в Сенат США, после чего вернулся в Сегин и занялся юридической практикой. Прибыль он вкладывал в землю и железнодорожные акции, но во время экономической паники 1893 года он всё потерял. Айрленд умер 15 марта 1896 года.